# Boynuyoğun, Sarıçam
Boynuyoğun là một xã thuộc huyện Sarıçam, tỉnh Adana, Thổ Nhĩ Kỳ. Dân số thời điểm năm 2009 là 3.339 người.